# Paraheminodus kamoharai
Paraheminodus kamoharai is een straalvinnige vissensoort uit de familie van de pantserponen (Peristediidae). De wetenschappelijke naam van de soort is voor het eerst geldig gepubliceerd in 2004 door Kawai, Imamura & Nakaya.